# فینال جام حذفی فوتبال انگلستان ۱۹۷۳
فینال جام حذفی فوتبال انگلستان ۱۹۷۳، رقابت پایانی جام حذفی فوتبال انگلستان در سال ۱۹۷۳ میلادی است که مابین دو تیم باشگاه فوتبال ساندرلند و باشگاه فوتبال لیدز یونایتد در ورزشگاه ومبلی لندن برگزار شده‌است.
این مسابقه که در تاریخ ۵ مه ۱۹۷۳ انجام شده‌است با نتیجه ۱ بر ۰ به سود تیم باشگاه فوتبال ساندرلند به پایان رسید.